# سليمان بيك
سليمان بيك مدينة عراقية تابعة لمحافظة صلاح الدين (90 كم شرق تكريت) وتقع بين جبل حمرين ومدينة الطوز، وتضم 28 قرية ويقطنها وقراها ما يقارب 20 ألف نسمة، ينتمون اغلب سكانها الى عشيرة البيات وتعد البلدة مركزا لشيوخ هذه العشيرة.